# Обикновена сива полевка
Обикновената (сива) полевка (Microtus arvalis) е дребен гризач от семейство Хомякови (Cricetidae). Разпространена е в почти цяла Европа, на изток до р. Об и Алтай, Китай, Монголия, Турция и Иран. В България се среща на територията на цялата страна.